# Llanrhaeadr-yng-Nghinmeirch
Llanrhaeadr-yng-Nghinmeirch är en community i Storbritannien.   Den ligger i kommunen Denbighshire och riksdelen Wales, i den södra delen av landet, 280 km nordväst om huvudstaden London.
De två största byarna är Llanrhaeadr och Pendre Llanrhaeadr.